# 疱疹病毒目
疱疹病毒目（學名：Herpesvirales）是雙鏈DNA病毒的一個目，以動物為宿主。此類病毒一般具有二十面體形的衣殼，並具有附醣蛋白的外膜，其中有部分病毒可感染人類，造成單純疱疹、生殖器疱疹、水痘、帶狀疱疹、傳染性單核白血球增多症等病。

## 病毒學

### 型態
疱疹病毒目的病毒多具二十面體的衣殼，直徑約為110奈米，衣殻外側有蛋白質組成的被膜（tegument），最外側則是含有多種醣蛋白、由脂雙層組成的外膜（envelope），直徑約為200奈米。基因組為不分段的線型DNA，大小介於125–290kb之間。

### 宿主
疱疹病毒目的病毒皆是以動物為宿主，其中异疱疹病毒科（Alloherpesviridae）的病毒感染兩生類與魚類，軟體動物疱疹病毒科（Malacoherpesviridae）的病毒感染軟體動物，疱疹病毒科（Herpesviridae）的病毒則感染羊膜動物（爬行類、鳥類與哺乳類）。而疱疹病毒科中，傳染性喉氣管炎病毒屬（Iltovirus）與馬立克病毒屬（Mardivirus）感染的宿主為鳥類，Scutavirus屬感染的宿主為爬行類（龜與海龜），其他屬皆為感染哺乳類。  

## 分類

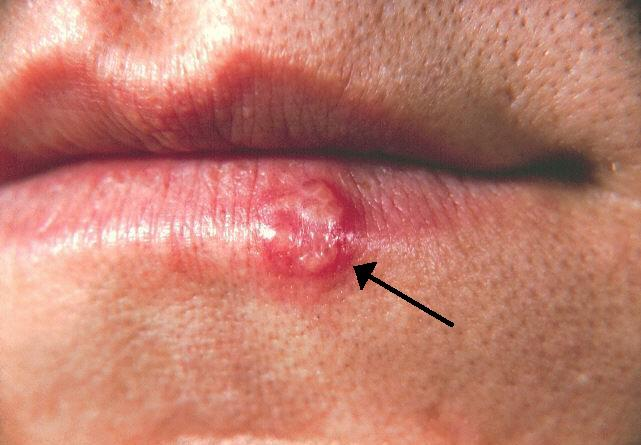
唇瘡為疱疹病毒感染所致

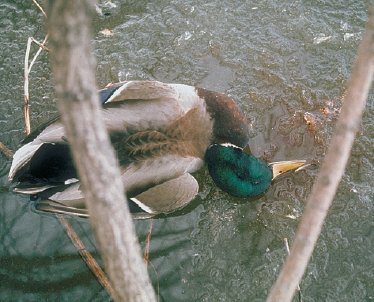
感染鴨瘟病毒（馬立克病毒屬）而死的綠頭鴨

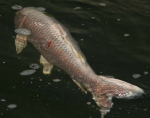
感染鯉魚病毒的鯉魚

截至2019年，國際病毒分類委員會（ICTV）將疱疹病毒目分為三個科共19個屬。
- 异疱疹病毒科（Alloherpesviridae）
  - 蛙疱疹病毒属 Batrachovirus
  - 鲤鱼病毒属 Cyprinivirus
  - 鮰鱼疱疹病毒属 Ictalurivirus
  - 鲑鱼疱疹病毒属 Salmonivirus
- 疱疹病毒科 Herpesviridae
  - 甲型疱疹病毒亞科 Alphaherpesvirinae
    - 傳染性喉氣管炎病毒屬 Iltovirus
    - 馬立克病毒屬 Mardivirus
    - Scutavirus
    - 单纯疱疹病毒属 Simplexvirus
    - 水痘疱疹病毒属 Varicellovirus

  - 乙型疱疹病毒亞科 Betaherpesvirinae
    - 巨細胞病毒屬 Cytomegalovirus
    - 鼠巨细胞病毒属（英语：Muromegalovirus） Muromegalovirus
    - 长鼻动物病毒属 Proboscivirus
    - Quwivirus
    - 玫瑰疱疹病毒属（英语：Roseolovirus） Roseolovirus

  - 丙型疱疹病毒亞科 Gammaherpesvirinae
    - Bossavirus
    - 淋巴潛隱病毒屬 Lymphocryptovirus
    - 玛卡病毒属（英语：Macavirus） Macavirus
    - Manticavirus
    - 马疱疹病毒属（英语：Percavirus） Percavirus
    - Patagivirus
    - 蛛猴病毒屬 Rhadinovirus
- 軟體動物疱疹病毒科 Malacoherpesviridae
  - 海螺疱疹病毒属 Aurivirus
  - 牡蛎疱疹病毒属 Ostreavirus